# Pseudoellimma gallae
Pseudoellimma gallae è un pesce osseo estinto, appartenente ai clupeiformi. Visse nel Cretaceo inferiore (Barremiano, circa 130 - 125 milioni di anni fa) e i suoi resti fossili sono stati ritrovati in Sudamerica.

## Descrizione
Questo pesce era di piccole dimensioni e non superava di molto i 10 centimetri di lunghezza. Doveva assomigliare vagamente a un'aringa, ma il corpo era più alto. Anche se privo di pleurostilo, Pseudoellimma era caratterizzato dalla presenza di un forame anteriore del canale temporale, da un ramo postorbitale nascosto del canale sopraorbitale sull'osso frontale, da sottili creste longitudinali e parallele che ornavano la scatola cranica, e dal primo centro urale ridotto, tutte caratteristiche che si riscontrano nei Clupeoidea. 

## Classificazione
Le caratteristiche scheletriche di Pseudoellimma lo classificano come un clupeiforme, il grande gruppo di pesci comprendenti aringhe, acciughe, spratti e sardine. In particolare, le caratteristiche sembrano indicare che Pseudoellimma fosse un rappresentante dei Clupeoidea, e testimonierebbe una differenziazione tra clupeoidi e denticipitoidi precedente al Barremiano. 
Pseudoellimma gallae venne descritto per la prima volta nel 2009, sulla base di resti fossili rinvenuti nello stato di Alagoas in Brasile, nella formazione Coqueiro Seco, nella quale sono stati ritrovati altri resti di pesci tra cui olostei, celacanti, gonorinchiformi, encodontidi e altri clupeomorfi. 